# Tower 270
Tower 270 (también conocida como 270 Broadway, Arthur Levitt State Office Building, 80 Chambers Street y 86 Chambers Street ) es un edificio de uso mixto de 28 pisos en los vecindarios Civic Center y Tribeca de Manhattan, Nueva York. Terminado en 1930 con diseños de EH Faile & Company, tiene 32 589 m² de superficie, en una parcela de 15,2 m frente a Broadway hacia el este y 73,8 m en Chambers Street hacia el norte.
La Torre 270 se encuentra al oeste del Ayuntamiento de Nueva York, cerca de varios otros lugares de interés designados de la ciudad de Nueva York, incluido el Broadway-Chambers Building, 280 Broadway y Tweed Courthouse.
Albergó la primera sede del Proyecto Manhattan en 1942-1943.

## Historia
Los 112 m edificio fue erigido en 1930 en la esquina suroeste de Chambers Street y Broadway por el desarrollador Robert E. Dowling a un costo de 2,5 millones. Fue diseñado por EH Faile & Company, y reemplazó la sede del Chemical Bank (que se había construido en 1907 para reemplazar un edificio inaugurado en 1850).

### El Proyecto Manhattan
La ubicación del edificio dio nombre al Proyecto Manhattan, que durante la Segunda Guerra Mundial desarrolló la bomba atómica, y cuya primera sede se encontraba en el piso 18. En ese momento, en 1942, era un edificio de oficinas federales, donde se encontraba la División del Atlántico Norte del Cuerpo de Ingenieros del Ejército de los Estados Unidos. El Cuerpo debía coordinar toda la construcción militar de los Estados Unidos en el noreste, así como en toda Europa, y brindó apoyo administrativo para el proyecto.
El nombre propuesto inicialmente fue "Laboratorio para el Desarrollo de Materiales Sustitutos". Temiendo que el nombre atrajera una atención indebida, el líder militar del proyecto, el general Leslie Groves, lo cambió a "Manhattan Engineer District", que finalmente se redujo a Manhattan Project. La coordinación del proyecto se trasladó a Oak Ridge, Tennessee en 1943, pero el nombre se mantuvo.

### Después de la Segunda Guerra Mundial
Después de la guerra, el edificio fue adquirido por el estado de Nueva York por 3,7 millones de dólares. El "maestro de obras" Robert Moses tenía una de sus tres oficinas en el edificio. Se convirtió en el Edificio de Oficinas Estatales Arthur Levitt que proporciona oficinas en la ciudad de Nueva York para los miembros de la Asamblea Estatal de Nueva York y el Senado de Nueva York. En 2000 se vendió por 33,6 millones de dólares en una transacción de oferta sellada que en ese momento fue la venta de propiedad de mayor valor jamás consumada por el estado de Nueva York.
El edificio es propiedad de RAL Companies del condado de Hempstead de la cual Robert A. Levine es el principal. Mark Groblewski de RAL fue el único civil al que se le dio acceso directo a 270 Broadway, 86 Chambers Street y 80 Chambers Street para continuar la construcción de esta instalación, dentro de la zona cero después de los ataques del 11 de septiembre. Cuatrocientos empleados del sindicato trabajaron durante todo el período de limpieza del desastre del 11 de septiembre. El Sr. Groblewski también trabajó como voluntario civil ayudando y dirigiendo equipos industriales de movimiento de tierras para escalar la pila de 10 pisos de escombros de acero y concreto. Esto facilitó la remoción de materiales durante el primer plan de rescate y recuperación en el sitio.
Los pisos 16 a 28 se convirtieron en 39 apartamentos en condominio en 2003 que varían en tamaño de 185,6 a 754,1 m². Los pisos 2 al 7 comprenden espacio para oficinas y 48 apartamentos de alquiler ocupan los pisos 8 al 15. La entrada al espacio de oficinas está en 86 Chambers Street, y hay dos entradas residenciales: en Broadway para los condominios y en Chambers Street para los apartamentos de alquiler.